# Club Sportivo Huracán
El Sportivo Huracán es un club de fútbol peruano, de la ciudad de Arequipa en la región del mismo nombre. Fue fundado el 12 de enero de 1927 y desde el 2014 juega en la Copa Perú.
El club es considerado como uno de los "Cinco Grandes de Arequipa", junto con el FBC Melgar, FBC Aurora, FBC Piérola y White Star, los cuales poseen el arraigo del aficionado arequipeño, se denomina clásico a todos los enfrentamientos que jueguen entre sí los 5 grandes. Por lo cual es uno de los equipos con mayores aficionados en la ciudad de Arequipa. 
Tiene su sede social en el barrio de La Pampilla en el distrito de José Luis Bustamante y Rivero, dado que en la avenida donde se encuentran existen muchas funerarias, al club y a sus hinchas se les apoda como "Funebreros".  
En la tabla histórica de la Primera División del Perú se ubica en el puesto 81° debido a la única temporada que estuvo en Primera División en el año 1973, en la cual terminó 8 de 18 equipos, pero debido a las bases del campeonato tuvo que descender debido a ser el peor equipo de una ciudad del interior con más de un representante.
Al igual que muchos clubes arequipeños, Sportivo Huracán es un club que posee mayor cantidad de jugadores nacidos en la tierra de origen del club, el Departamento de Arequipa. Hecho que se muestra en el equipo campeón de la Copa Perú 1972, y en el Campeonato Descentralizado 1973, que fueron integrados mayoritariamente por arequipeños.
El club tiene como máximo rival a FBC Aurora, a este tradicional encuentro se le conoce como el Clásico Moderno del fútbol arequipeño.

## Historia

### Fundación
El Club Sportivo Huracán fue fundado un 12 de enero de 1927 en la Ciudad Blanca, Arequipa. Su origen fue en el barrio El Carmen donde otrora muchachos, entre ellos José Bedoya, Carlos Medina, Justo Begazo, Víctor Vargas, los hermanos Vinatea Reinoso, José Pérez, Juan Postigo, Domingo Dávila, Máximo Herrera, Carlos Torres, Luis Gómez y Lorenzo Bagado se reunieron y decidieron fundar un club, sin presagiar que con el transcurrir de los años se constituiría en uno de los más populares del país y patrimonio de Arequipa. Tomó su nombre del toro de pelea llamado Negro Huracán propiedad de uno de los socios fundadores del club y por el Club Atlético Huracán de Buenos Aires, cuyo nombre traspasó fronteras debido a su buen juego y a los títulos que ganó en aquella década, el club pampillano adoptaría también de éste el escudo.  
La primera sede social fue en la casa 121 del barrio El Carmen, para luego trasladarse a otras casas de los dirigentes y jugadores para finalmente instalarse en definitiva en su actual local de la Av. Daniel Alcides Carrión en La Pampilla. Su primer presidente fue, según acta de fundación, Alberto Vinatea Reinoso. El 17 de marzo de 1927 se aprueban los estatutos y se inscribe en el Comité Olímpico a la que estaba adscrita la Liga Provincial de Arequipa. 
En un inicio el color de su camiseta fue el celeste, al no encontrar en el medio tela de color verde como la campiña; las madres y esposas de los fundadores bordaron en el pecho de las camisetas una "H" con la que debutaron en el balompié mistiano en 1928 con un triunfo de tres a dos sobre el Tranelec FBC, mostrándose desde un inicio como un equipo competitivo que logró colocarse en el tercer lugar del torneo de aquel año solo por detrás del FBC Melgar y Tranelec. 

### Primeros años: títulos y descenso
Luego de irrumpir en el futbol mistiano en 1928, al año siguiente el Huracán se coronaría campeón de la copa denominada "López de Romaña" en medio de problemas en los que estaba sumergida la dirigencia del fútbol arequipeño (la Liga Provincial fue disuelta) y de decisiones polémicas que mancharon el campeonato. En aquel torneo se logró colocar en el cuadrangular final luego de eliminar al White Star en una eliminatoria polémica que incluyó la anulación del primer partido y la renuncia de un árbitro. En aquel cuadrangular enfrentaría al Independencia, que poco después se retiraría del torneo dados los desaciertos cometidos por los dirigentes del futbol de Arequipa en aquel año, al Deportivo Sparta, que de manera sorpresiva eliminó al Melgar en la fase previa, y al Sport Victoria. En la última fecha el Huracán enfrentaría al Sport Victoria con el cual llegaba empatado en puntos, los de la Pampilla vencerían a los del Huayco por tres a uno logrando aventajar en puntos a su rival; de esa forma el globito se quedaría con el segundo de los tres torneos organizados en 1929.
Luego de dos años en donde el club pasó por una serie de suspensiones que le impidieron participar de toda competición local, en 1932 el Sportivo Huracán se alzaría con un segundo campeonato al quedar en el primer lugar del Torneo Iniciación, llevado a cabo en la primera mitad de aquel año. En ese torneo eliminaría en primera ronda al FBC Melgar y al Deportivo Mistiano, con los cuales conformaba un grupo, para así acceder al grupo final donde superaría en puntaje al Sport Victoria y al White Star.   
En 1933 se establecería por primera vez el sistema de descenso a la Liga Provincial de Arequipa debido a la presencia de once equipos en la división de honor, una cantidad considerada enorme para la ciudad y sus intereses deportivos en aquel entonces. A pesar del buen comienzo, a finales del año Sportivo Huracán descendería junto al Sport Victoria y Deportivo Sparta a la recientemente creada División Intermedia.    
En su primera temporada en la División Intermedia se consagraría campeón al derrotar en la final, nuevamente en un partido clave, al Sport Victoria lo que supuestamente le permitiría regresar a la Primera División; sin embargo, debido al acuerdo llevado a cabo por los dirigentes del fútbol de aquella época que eliminaba el ascenso para la temporada de 1935, impidió al globito regresar a la división de honor. En 1935, volvía a repetir el campeonato pero sin la posibilidad aún de regresar a la Primera División. Para 1936 la Liga Provincial vio por conveniente permitir el ascenso del campeón de la División Intermedia, siempre y cuando este juegue un partido de revalidación frente al último de la Primera División, El Sportivo Huracán nuevamente ocupó el primer lugar y tuvo que enfrentar al Mistiano por su ansiado regreso a Primera; no obstante, el cuadro de la Antiquilla frustraría ese sueño al derrotar al globito por 3 a 2.

### El retorno a primera (1938)
En la temporada de 1937 de la Liga Intermedia, el Huracán se consagraría tetracampeón con varias fechas de antelación, ese primer lugar le dio el derecho a disputar nuevamente el partido de promoción con el Deportivo Mistiano, el último del Torneo de Primera División. A finales de enero de 1938, el partido se llevaría a cabo y el Huracán se cobraría la revancha del anterior partido de promoción al derrotar al Mistiano por 4 a 3 en reñido encuentro, de esta forma Huracán voveria a Primera División y se enfrentaría nuevamente a viejos rivales como Melgar, Aurora, Piérola y White Star.

### Campaña histórica y campeón de la Copa Perú
Se coronó campeón del Departamento en 1973. En el mismo año de 1973, luego de eliminar al Alfonso Ugarte de Puno en la Etapa Regional, disputó la finalísima de la Copa Perú. Sportivo Huracán había llegado a Lima con perfil bajo. La crítica deportiva de esos años señalaba como favoritos a Cienciano del Cuzco y Octavio Espinosa de Ica. Y llegada la hora del debut en el Estadio Nacional, el Globito debía enfrentar precisamente a los de Ica. Debut complicado el cual supo sortear. Tras un inicio trabado en el que Octavio Espinosa trató de hacer sentir el peso de su camiseta, poco a poco los arequipeños equipararon el trámite del juego con su mejor disposición en el campo y lograron ganar 1 a 0. Luego el 6 de febrero, el fixture lo ponía frente al Deportivo Pucalá. Y aunque la fatalidad chiclayana hizo que los arequipeños sumen su segunda victoria al ganar por la mínima. Ya era realidad, para el 9 de febrero, otra dura prueba le esperaba a los dirigidos por Carlos Puertas. Esta vez debían enfrentar a CNI de Iquitos que venía urgido de recuperar terreno. Pero esa noche, Huracán se mostró mucho más contundente y terminó imponiéndose por un claro 3-1. Cienciano había empezado mal la Copa; pero luego de la derrota inicial, había vuelto a la pelea anotándose dos triunfos consecutivos. La cuarta fecha lo ponía frente al líder Sportivo Huracán. Así, ese duelo adquiría una vital importancia para los cusqueños pues representaba la última ocasión para acercarse al líder. Por el lado arequipeño, una victoria le suponía alzar la Copa Perú a falta de una fecha. Al parecer, esa presión le pasó factura y tuvo su actuación más opaca del certamen al caer derrotado por 0-1. Para la última fecha que se jugó el 15 de febrero, Huracán, Cienciano y Deportivo Pucalá eran los únicos equipos con opción a levantar la Copa Perú. El 'Globito'  y los imperiales podían llegar a definir el título en un encuentro extra, ello si ambos ganaban sus respectivos encuentros. En tanto, los chiclayanos la tenían algo más difícil pues no dependían de sí mismos: debían vencer a los cusqueños y esperar a que los arequipeños caigan ante un eliminado Deportivo Sider Perú.
Saltaba Huracán al campo dispuesto a vencer a los chimbotanos y meter presión a los protagonistas del duelo estelar. Desde un inicio se notó que la consigna del Globito era buscar la victoria. Así, a los 5 minutos ya tuvo su primera ocasión a través de un penal. Lamentablemente para los arequipeños, Óscar Torres falló el disparo. No obstante, lejos del desánimo, los pampillanos siguieron porfiando hasta lograr su cometido. Fue a los 31' en que Adrián Torres logra abrir la cuenta y ponía, de esta manera, la Copa Perú más cerca de Arequipa. Con este resultado parcial, ambos se iban a vestuarios.
Para el complemento, las variantes insertadas por Carlos Puertas no resquebrajaron el funcionamiento colectivo de su equipo. Y el gol llegó precisamente desde el banco. Hugo Paredes había reemplazado a Óscar Pacheco se encargó de sentenciar el encuentro con el 2-0 final. Empero, la felicidad verdolaga no podía estar completa sin antes esperar el resultado entre Cienciano y Deportivo Pucalá. Solo los cusqueños podían igualar en puntaje al Globito. Sin embargo, un 1-1 final fue suficiente para que el plantel arequipeño bajara de las gradas del Estadio Nacional y diera la merecida vuelta olímpica.

### Debut en la Primera División de El Globo
Desafortunadamente las reglas del Campeonato Descentralizado 1973 señalaban el descenso para cuatro equipos, tres últimos en el acumulado y el equipo peor colocado de cualquier ciudad con más de un representante (excepto Lima). Por esto, a pesar de terminar en la octava posición, de 18 equipos descendió de categoría pues FBC Melgar, el otro representante arequipeño, finalizó tercero.
Finalizado el torneo descentralizado de 1973, así quedó la clasificación y pese a la buena campaña del equipo finalmente se decreta el regreso del equipo a Copa Perú, ese año resulta campeón Defensor Lima.
| Posición | Equipo                      | PJ | PG | PE | PP | GF | GC | DG  | PTOS |
| -------- | --------------------------- | -- | -- | -- | -- | -- | -- | --- | ---- |
| 1        | Sporting Cristal            | 34 | 18 | 9  | 7  | 49 | 28 | 21  | 45   |
| 2        | Universitario               | 34 | 17 | 10 | 7  | 58 | 34 | 24  | 44   |
| 3        | FBC Melgar                  | 34 | 17 | 9  | 8  | 53 | 25 | 28  | 43   |
| 4        | Defensor Lima               | 34 | 13 | 16 | 5  | 46 | 28 | 18  | 42   |
| 5        | Deportivo Municipal         | 34 | 15 | 12 | 7  | 49 | 34 | 15  | 42   |
| 6        | Alianza Lima                | 34 | 15 | 11 | 8  | 55 | 32 | 23  | 41   |
| 7        | Atlético Chalaco            | 34 | 13 | 12 | 9  | 47 | 43 | 4   | 38   |
| 8        | Sportivo Huracán            | 34 | 13 | 8  | 13 | 40 | 49 | -9  | 34   |
| 9        | Sportivo Cienciano          | 34 | 11 | 11 | 12 | 40 | 42 | -2  | 33   |
| 10       | José Pardo                  | 34 | 8  | 16 | 10 | 37 | 38 | -1  | 32   |
| 11       | Atlético Grau               | 34 | 8  | 14 | 12 | 37 | 36 | 1   | 30   |
| 12       | León de Huánuco             | 34 | 9  | 12 | 13 | 36 | 54 | -18 | 30   |
| 13       | Sport Boys                  | 34 | 11 | 6  | 17 | 47 | 56 | -9  | 28   |
| 14       | Juan Aurich                 | 34 | 7  | 14 | 13 | 38 | 53 | -15 | 28   |
| 15       | Colegio Nacional de Iquitos | 34 | 8  | 10 | 16 | 39 | 56 | -17 | 26   |
| 16       | Atlético Torino             | 34 | 8  | 10 | 16 | 35 | 57 | -22 | 26   |
| 17       | José Gálvez                 | 34 | 7  | 11 | 16 | 37 | 56 | -19 | 25   |
| 18       | Deportivo SIMA              | 34 | 7  | 11 | 16 | 24 | 46 | -22 | 25   |

### El Globo juega su segunda finalísima de Copa Perú
En 1975 volvió a llegar a la ronda final de la Copa Perú, los clubes participantes de esta temporada fueron: Atlético Torino de Talara, Deportivo SIMA del Callao, Compañía de Teléfonos de Lima y los Verdolagas. Es así como Huracán debutó ganando 2-0 a Deportivo SIMA, luego enfrentó a Compañía de Teléfonos y también lo derrotó por 2-0.
En la última fecha se enfrenta al Atlético Torino que también había ganado sus dos partidos, el encuentro terminó empatado 1-1. Terminaron empatados en puntos por lo que se jugó un partido extra para decidir al campeón y que ascendiera a Primera División. Se jugó en el Estadio Nacional donde fue derrotado 1-2.

### Juega su tercera finalísima de Copa Perú
El Globo llega a una nueva final de la Copa Perú en 1981, donde participaron los clubes Universidad Técnica de Cajamarca, Juventud La Palma, Atlético Grau, Deportivo Garcilaso y Defensor Mayta Cápac. Fue un mal debut ya que perdió con la Universidad Técnica de Cajamarca por 2-0, después de la derrota los verdolagas levantaron cabeza y se impusieron 2-1 al Deportivo Garcilaso, para la siguiente fecha el rival era Defensor Mayta Cápac y volvió a perder en una goleada de 3-1, los verdolagas no la pasaban bien pues en el cuarta fecha también volvieron a perder por 2-0 con Juventud La Palma de Huacho, ya en la última fecha sin chance hacia el título santo a la chancha para enfrentar al Atlético Grau de Piura quedando empatados 1 contra 1, y quedando en la tabla en el puesto 5° con solo tres puntos.

### Después de varios años juega otra finalísima de Copa Perú
Tuvieron que pasar 20 años para que el Huracán pudiera jugar otra final, es así que en 1995 nuevamente llegó a la finalísima pero en esta edición se perdió un nuevo campeonato, en la última fecha tras caer derrotado por La Loretana, que con esa victoria lo superaba en la tabla, logrando llevarse el campeonato y el ascenso a Primera División.
la clasificación de la finalísima de 1995 quedó así:
| Equipo               | PJ | PG | PE | PP | GF | GC | DG | Pts |
| -------------------- | -- | -- | -- | -- | -- | -- | -- | --- |
| La Loretana          | 5  | 2  | 3  | 0  | 7  | 5  | +2 | 9   |
| Sportivo Huracán     | 5  | 2  | 2  | 1  | 7  | 4  | +3 | 8   |
| Deportivo Marsa      | 5  | 1  | 4  | 0  | 10 | 6  | +4 | 7   |
| Municipal de Pacucha | 5  | 1  | 3  | 1  | 8  | 10 | -2 | 6   |
| UTC                  | 5  | 1  | 3  | 1  | 8  | 10 | -2 | 6   |
| Diablos Rojos        | 5  | 0  | 1  | 4  | 7  | 12 | -5 | 1   |

### Torneo Intermedio 2011
En 2011 se jugó la Copa del Inka o Torneo Intermedio, en una primera fase el equipo debió afrontar una eliminatoria contra FBC Aurora en una primera instancia luego de superar por 2-1 a los atigrados, quedando luego emparejado con FBC Melgar volviéndose a jugar un "Clásico Arequipeño" en competiciones oficiales desde 1973, en un partido muy disputado en el que los "rojinegros" adelantaron rápidamente con un tanto de Antonio Meza Cuadra, para luego terminar empatados gracias al gol de penal de Marco "Perico" Martínez; al tratarse de una llave eliminatoria se procedió a la tanda de penales en la que el triunfo fue verdolaga y prolongando así la racha de triunfos en clásicos arequipeños.
En la siguiente fase el cuadro verdolaga se midió contra Sport Ancash, empatando el primer partido en Arequipa y perdiendo la revancha en Ancash quedando de esta forma eliminado del torneo.

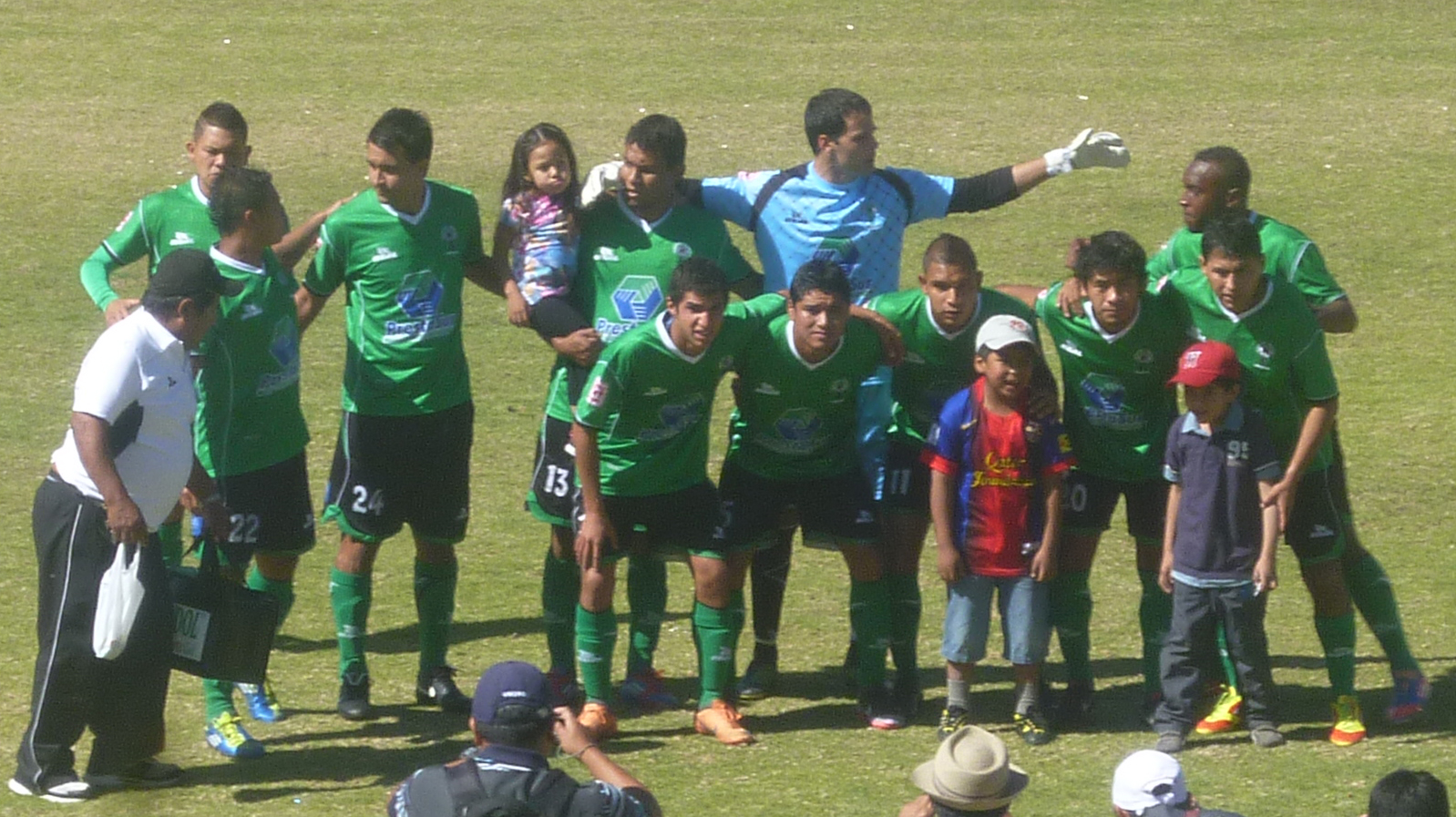
Plantilla de Sportivo Huracán en la Segunda División de 2013

### Campaña 2013 en Segunda División
Invitado por la Federación Peruana de Fútbol, Sportivo Huracán juega la Segunda División por su buena campaña en la Copa Perú 2012, de la mano del entrenador Jesús Oropesa y luego Willy Escapa.
Finalizado el torneo de Segunda División, así quedó la clasificación y pese a la buena campaña del equipo finalmente el otro año, el Globo retira el equipo a Copa Perú debido a asuntos económicos.
|  | Pos. | Equipos                       |                       | PJ | PG | PE | PP | GF | GC | Dif. | Pts. |
|  | ---- | ----------------------------- | --------------------- | -- | -- | -- | -- | -- | -- | ---- | ---- |
|  | 1º   | Los Caimanes (C)              | Se mantuvo            | 26 | 14 | 10 | 2  | 50 | 28 | +22  | 52   |
|  | 2º   | Alfonso Ugarte                | Se mantuvo            | 26 | 15 | 4  | 7  | 45 | 18 | +27  | 49   |
|  | 3º   | Atlético Torino               | Se mantuvo            | 26 | 14 | 4  | 8  | 44 | 30 | +14  | 46   |
|  | 4º   | Deportivo Coopsol             | Ascendió de posición  | 26 | 10 | 10 | 6  | 40 | 31 | +9   | 40   |
|  | 5°   | Alianza Huánuco               | Descendió de posición | 26 | 10 | 10 | 6  | 52 | 45 | +7   | 40   |
|  | 6º   | Sport Boys (*)                | Ascendió de posición  | 26 | 12 | 7  | 7  | 35 | 24 | +11  | 39   |
|  | 7º   | Defensor San Alejandro        | Ascendió de posición  | 26 | 11 | 6  | 9  | 42 | 37 | +5   | 39   |
|  | 8º   | Walter Ormeño                 | Descendió de posición | 26 | 10 | 8  | 8  | 31 | 24 | +7   | 38   |
|  | 9º   | Sportivo Huracán              | Se mantuvo            | 26 | 7  | 15 | 4  | 33 | 26 | +7   | 36   |
|  | 10º  | Sport Victoria                | Se mantuvo            | 26 | 10 | 4  | 12 | 27 | 32 | -5   | 34   |
|  | 11º  | Deportivo Municipal           | Se mantuvo            | 26 | 8  | 6  | 12 | 31 | 32 | -1   | 30   |
|  | 12º  | Atlético Minero               | Se mantuvo            | 26 | 7  | 7  | 12 | 22 | 27 | -5   | 28   |
|  | 13º  | Sport Áncash (*) (**) (D)     | Se mantuvo            | 26 | 3  | 5  | 18 | 18 | 59 | -41  | 8    |
|  | 14º  | Alianza Cristiana (*)(**) (D) | Se mantuvo            | 26 | 1  | 2  | 23 | 8  | 65 | -57  | 1    |

(*) Sport Boys, Sport Áncash y Alianza Cristiana, perdieron 4 puntos cada uno, por infracción cometida al Reglamento Económico Financiero.
(**) Oficialmente, Alianza Cristiana y Sport Áncash, pierden la Categoría y se les declara perdedor por el marcador de 0-3 ante los Equipos con los cuales les toque jugar.
Fuente: ADFP-SD
|  | Asciende a Primera División |
|  | Descienden a Copa Perú      |

### Campaña 2015
El equipo volvió a jugar la Liga Distrital de Arequipa tras 5 años de ausencia, esto según las bases que reglamentan la Copa Perú, renovó casi todo el plantel con gran cantidad de elementos jóvenes, bajo el mando de Raúl Obando el equipo sorprendió en la Liga Distrital al golear a su tradicional Rival FBC Aurora pese a tener un plantel con menos inversión, logrando ser campeón de la Liga Distrital de Arequipa, ya en la etapa provincial logró golear al deportivo Bolognesi en Vitor con un marcador de 12 a 0, goleo también en octavos de final al DTC Satélite chico en los partidos de ida y vuelta con marcadores de 7 a 0 y de 6 a 1, después goleo en cuartos de final al defensor Israel con un marcador de 13 a 0 para posteriormente ganar el cuadrangular definitorio y proclamarse campeón provincial por octava vez.
Ya en la etapa Departamental en la primera fase se enfrentó a "Los Amigos de Matarani" al que ganó de visita en Matarani 0 a 1 y de local consiguió golear con un marcador de 15 a 0 consiguiendo así su mayor goleada histórica en un torneo regional.
Para la segunda fase se formaron 2 grupos y al Huracán le tocó estar en el grupo A en el cual ganó por goleada cada uno de sus partidos, 3 a 0 al Sport Corire, 4 a 0 al Deportivo Estrella de Camaná y 6 a 1 al FBC Yauca, finalizando así primero de grupo pasando a semifinales contra el segundo del grupo B.
En Semifinales se enfrentó al CSD San Juan de Chorunga que venía de una buena campaña pero le ganó 1 a 2 en el partido de visita y goleó 6 a 0 en Arequipa con un global de 8 a 1 pasaría a la final departamental contra el Deportivo La Colina de Majes Pedregal.
La final se llevó a cabo en un partido único en cancha neutral en este caso fue en el Municipal de La Joya en donde perdió el invicto contra el Deportivo La Colina que le ganó 2 a 1 obteniendo así el subcampeonato departamental de Arequipa 2015 de esta manera logró el pase a la nueva etapa Nacional de la Copa Perú.
En la etapa Nacional con un nuevo formato colocó a los 50 equipos (2 de cada departamento) en una sola tabla, después de 6 fechas el Huracán logró ganar 3 y perder 3 logrando así ganar 9 puntos que lo colocó en el puesto 24 de la tabla Única, dicha posición lo clasificaba a la segunda etapa, la etapa de los repechajes, en este caso le tocó repechar contra el Alfredo Salinas de Espinar en 2 partidos de ida y vuelta el ganador iría a octavos de final.
El partido inicial fue en Arequipa pero a pesar de que dominó el partido su falta de contundencia a la hora de definir perdiendo varios goles llevó a que le voltearan el partido 1 a 2 perdiendo así el partido de local, tuvo la misma suerte en Espinar ya que perdió el partido 1 a 0, de esta manera acabó su campaña en la Copa Perú 2015

### Campaña 2017
En el año 2017 obtendría nuevamente el campeonato de liga distrital de Arequipa, obtuvo el subcampeonato de la liga provincial de Arequipa a favor de Cerrito Los Libres de Cayma que obtendría el campeonato, ya en la etapa departamental obtendría el subcampeonato a favor de Escuela Municipal Binacional de Paucarpata que se reincorporaba en esta instancia ya que tuvo una buena actuación en la Copa Perú 2016, de esta manera con el subcampeonato departamental obtenía el derecho de participar en la etapa Nacional de la Copa Perú 2017  en donde lamentablemente no pudo llegar al top 24 y pasar a la siguiente instancia, quedó eliminado en puesto 28.

### Campaña 2018
En el año 2018 obtendría los campeonatos de liga distrital, provincial y departamental de Arequipa, de esta manera obtenía nuevamente el derecho de participar en la etapa Nacional de la Copa Perú 2018  en donde quedaría 2.º en la tabla única, dándole el pase directo a octavos de final con 5 victorias y 1 empate. Ya en octavos de final quedaría eliminado por Las Palmas de Cajamarca con un marcador global de 4-2.

## Uniforme
Inicialmente el uniforme del club fue camiseta celeste, pantalón negro y medias negras; debido a su fuerte identificación con la gente del agro los "lonccos arequipeños" es que se decide adoptar la camiseta verde. A raíz del nombramiento del club como embajador de Marca Arequipa, se adoptó como uniforme alterno uno que llevara los colores de la bandera de Arequipa y como tercer uniforme se adoptó los colores iniciales en un homenaje a los orígenes del club.
- Uniforme titular: Camiseta verde, pantalón negro, medias negras.
- Uniforme alternativo: Camiseta carmesí, pantalón blanco, medias blancas.
- Uniforme alternativo: Camiseta celeste, pantalón negro, medias celestes.

### Evolución del uniforme

#### Titular
| 1927-1931 Titular | 1932-2010 Titular | 2011 Titular | 2011-2012 Titular | 2013 Titular |

#### Alterno
| 2013 Alterno |

### Indumentaria y patrocinador
| Periodo   | Proveedor                 |
| --------- | ------------------------- |
| 2010      | Loma's                    |
| 2010-2013 | Real                      |
| 2014      | Loma's                    |
| 2015      | Real                      |
| 2017      | Triar Sport / Arte&Textil |
| 2018      | Yomax / Arte&Textil       |
| 2020      | Arte&Textil               |

| Periodo   | Patrocinador        |
| --------- | ------------------- |
| 2010      | Flavisur            |
| 2011      | Chevrolet           |
| 2011-2012 | Óptica Zambrano     |
| 2012      | Grupo Upgrade       |
| 2013      | Prestasur           |
| 2015      | Repuestos Elibem    |
| 2017      | Alfredo             |
| 2018      | Transportes Peche's |

## Presidentes
- Presidente Honorarios Vitalicios:
  -  José Luis Quiroz Salas. Alfredo Zegarra Tejada

### Junta Directiva 2018
- Presidente:
  -  Ing. Jimmy Ojeda Arnica.

### Junta Directiva 2020
- Presidente:
  -  Pedro Saavedra Itusaca.

## El Club

### Sede
El Sportivo Huracán tiene su sede social en el barrio de La Pampilla, distrito de José Luis Bustamante y Rivero, también da origen al apodo de los hinchas verdolagas en Arequipa "Funebreros", dado que en la Avenida donde se encuentran existen muchas funerarias. También posee un complejo deportivo donde el club tiene su escuela de fútbol que a la vez sirve de semillero para los equipos verdolagas.
Inicialmente dicho complejo fue adquirido con la intención de construir allí el estadio del club, con el paso del tiempo el proyecto fue desechado, reformulandose para hacer una sede deportiva y social, en los últimos años se han lanzado iniciativas por parte de los socios para remodelar el complejo.

### Insignia
El Club Sportivo Huracán tiene su nombre de un toro de pelea llamado "negro huracán"  y adoptó la insignia del Club Atlético Huracán debido a la coincidencia en los nombres y a que en la época (década de los 20´s) el club quemero pasaba por un momento de gloria siendo conocido por tierras arequipeñas; es así que la insignia del club consiste en un globo verde con bordes blancos sobre un fondo verde; con las leyendas "Club Sportivo Huracán" y "La Pampilla - Arequipa".
La insignia ha tenido diferentes rediseños, siempre respetando y manteniendo las principales características propias de la identidad y esencia del mismo; este 2019 el club presentó un rediseño de su insignia, que consiste en el tradicional globito coronado por una estrella que representa el campeonato de 1973 bordeado por una corona de laureles, el nombre del club va enmarcado en una cinta junto a la leyenda "La Pampilla - Arequipa" en la parte inferior.  

### Bandera
La Bandera oficial del Sportivo Huracán son con los colores Verde y Negro en forma diagonal, con el color verde en la parte superior, y el color negro en la parte inferior de la diagonal.
- Bandera del Sportivo Huracán

### Himno
El Club Sportivo Huracán cuenta con un himno conocido como "El Canto de Huracán", el cual fue compuesto por el conocido grupo arequipeño "Los Errantes de Chuquibamba" y narra principalmente la consecución de la Copa Perú de 1973, además de hacer hincapié en la marcada identificación del club con las costumbres propias.

Huracán es El Campeón, Huracán de mi Corazón... ♪♫
Himno de Sportivo Huracán

## Estadio
El Estadio Mariano Melgar es un estadio de fútbol ubicado en la ciudad de Arequipa, a 2.335 m.s.n.m, en el Departamento de Arequipa es uno de los primeros escenarios deportivos construidos en el sur del Perú; lleva su nombre en homenaje a Mariano Melgar quien fuera Poeta y Revolucionario independentista arequipeño. 
Este escenario ha albergado los partidos del descentralizado así como Copa Perú siendo el fortín por excelencia de los 5 grandes de Arequipa: Sportivo Huracán, Foot Ball Club Aurora, Foot Ball Club Piérola, Association White Star y Foot Ball Club Melgar a lo largo de la historia de cada club 
Además este estadio ha sido escenario de diversos torneos internacionales como la Copa Libertadores de América 1982 y 1984; Los Juegos Bolivarianos de 1997 y el Campeonato Sudamericano Sub-17 que se realizó en el año 2001 en Perú.

## Mascota
El club adoptó como mascota a un toro de pelea, como se mencionó previamente fue por un toro de pelea que el club obtuvo su nombre, además de ser una tradición fuertemente arraigada en Arequipa (las peleas de toros) y simboliza la unión del club con la gente del campo arequipeño, "los lonccos", por ello la elección de la mascota del club caía por su propio peso: un toro de pelea con forma humana con los colores distintivos del club conocido como "el toro de la Pampilla" 

## Hinchada
La barra del Club Sportivo Huracán se suele ubicar en las tribunas de oriente, occidente y popular sur es conocida como "Estirpe Verdolaga".
Una característica de las barras de los equipos arequipeños es que conviven en las mismas tribunas produciéndose muchas veces roces verbales conocidos como los contrapunteos donde aficionados de diferentes equipos gastan bromas a voz en cuello a sus rivales de turno siendo estos replicados por la otra barra; los contrapunteos más conocidos se producen con las barras "Soy Tigre" de FBC Aurora y "La Barra Misia" de Foot Ball Club Piérola.

### Dimensión Social
El club aglutina a socios y aficionados de todas las ideologías políticas, creencias religiosas y diferentes procedencias geográficas que ha logrado integrar de forma estratégica cuestiones políticas, religiosas, culturales y sociales, que van enmarcadas dentro del ámbito deportivo, esto permite que los socios y los aficionados respondan a todos los eventos sociales del club, también que tengan mayor participación en actividades administrativas y se fortalezcan los vínculos es por ello que adopta como filosofía institucional la denominada "Estirpe Verdolaga" que no es más que la síntesis de este sentimiento regionalista.
Por ello el Gobierno Regional de Arequipa en 2018, le concede al club la autorización para portar el isologo oficial de la Marca Arequipa y lo reconoce como embajador de la marca en el ámbito deportivo, distinción que el club asume con mucho orgullo y responsabilidad.

## Rivalidades

### Clásico Arequipeño
La rivalidad más marcada del elenco funebrero es el FBC Aurora, con quien disputa "Él Clásico Arequipeño". Debido a factores cómo el origen de ambos equipos, su ubicación geográfica, rivalidad entre hinchadas o porque muchas veces estos partidos definían campeonatos, entre otras cosas.

### Otros Clásicos
Se denomina “clásico” a todos los enfrentamientos disputados entre los equipos denominados 5 grandes. Su segundo máximo rival es el FBC Piérola con el que disputa disputado encuentros en el que juegan mucho que los puntos en disputa, con el White Star con el cual disputa "Clásico del Oeste de Arequipa" y el FBC Melgar.
A nivel regional se dan partidos muy intensos contra Club Deportivo Alfonso Ugarte de Puno y Club Deportivo Coronel Bolognesi de Tacna los mismos que ya tienen visos de clásicos debido a las hinchadas, la presión por ganarles a estos equipos.

## Datos del club
- Temporadas en Primera División:  1 (1973).[7]
- Temporadas en Segunda División:  1 (2013).
- Mayor goleada conseguida: 
  - En campeonatos nacionales de local: Sportivo Huracán 15:0 Los Amigos de Matarani (29 de julio del 2015)
  - En campeonatos nacionales de visita: Deportivo Bolognesi 0:12 Sportivo Huracán (21 de junio del 2015)
- Mayor goleada recibida:
  - En campeonatos nacionales de local: Sportivo Huracán 0:2 Alianza Unicachi (20 de noviembre del 2010)
  - En campeonatos nacionales de visita: Sport Ancash 4:1Sportivo Huracán (8 de junio del 2011)
- Mejor puesto en la Primera División: 8° (1973)

## Jugadores

### Jugadores Históricos
Guillermo Lozano (Arquero), Julio "Cholo" Aparicio, Jorge Torres Valdivia, José Bedoya, Genaro Neyra, Ruffo Fernández, Antonio Robles Soldevilla "Lupo", Dante Zúñiga Núñez, Manuel "Loco" Medina, Benigno Pérez, los hermanos Adrián y Óscar Torres, Raúl Obando Begazo, Freddy Bustamante, Paúl Rondón.

## Entrenadores

### Entrenadores
| Nombre                           | Año         |
| -------------------------------- | ----------- |
| Eduardo Somocurcio               | 1966        |
| Carlos Puertas Zamora            | 1972 - 1973 |
| Roberto “Ponciano” López Dávalos | 1986        |
| Pedro Barra Rodríguez            | 1995        |
| Elmer Lozada                     | 2003        |
| Mario Nuñez                      | 2008 - 2009 |
| Marco Sánchez                    | 2010        |
| Hélard Delgado                   | 2010        |
| Luis Flores                      | 2011        |
| Jorge Machuca                    | 2011        |
| Hélard Delgado                   | 2012        |
| Luis Flores                      | 2012        |
| Julio Zamora                     | 2013        |
| Jesús Oropeza                    | 2013        |
| Willy Escapa                     | 2013        |
| Pedro Requena                    | 2014        |
| Raúl Obando                      | 2015 - 2019 |
| Rubén Herrera                    | 2019        |
| Julio Begazo                     | 2020 - 2022 |
| Ariel Paz                        | 2023-2024   |
| Edu Ramírez Pacheco              | 2025        |

## Filiales

### Academia de Fútbol
El Sportivo Huracán cuenta con la academia de fútbol más antigua de la ciudad, funciona ininterrumpidamente desde 1973 y ha servido para formar y nutrir los equipos de las divisiones inferiores. 

### Sportivo Huracancito
El Sportivo Huracancito es un equipo filial del Sportivo Huracán, actualmente milita en la Segunda División Distrital de Arequipa. Su misión es probar a los futbolistas sub-18 del club y al término de la temporada, los mejores juveniles son promovidos al primer equipo. Tiene como sede para disputar sus encuentros de local el Estadio Melgar. En el 2011 el club se quedó a un paso de ascender a la Primera División Distrital, debido a que en un partido extra perdió 1-0 frente a FBC Yanahuara.

### Huracán Junior
El Huracán Junior es otro equipo filial del Sportivo Huracán, actualmente milita en la Primera División Distrital de José Luis Bustamante y Rivero. Su misión es probar a los futbolistas sub-18 del club y al término de la temporada, los mejores juveniles son promovidos al primer equipo. Tiene como sede para disputar sus encuentros de local el Estadio Simón Bolívar, y en ocasiones también usa el complejo deportivo principal del club. Su mejor participación fue en el año 2009, luego de coronarse campeón distrital avanzó hasta el cuadrangular final de la Etapa Provincial, quedándose en el 3.º a un paso de la Etapa Departamental, por detrás de Saetas de Oro (Campeón) y Unión Salaverry (Subcampeón).

## Palmarés

### Torneos nacionales
| Competición nacional | Títulos | Subcampeonatos |
| -------------------- | ------- | -------------- |
| Copa Perú (1/2)      | 1973.   | 1975, 1995.    |

### Torneos regionales
| Competición regional                       | Títulos                                                                                   | Subcampeonatos          |
| ------------------------------------------ | ----------------------------------------------------------------------------------------- | ----------------------- |
| Etapa Regional - Región Sur, VI, VII (5/0) | 1973, 1995, 2010, 2011, 2012.                                                             |                         |
| Liga Departamental de Arequipa (14/4)      | 1966, 1972, 1974, 1976, 1977, 1978,1980, 1983, 1990, 1995, 1999, 2003, 2018.              | 1979, 2010, 2015, 2017. |
| Liga Superior de Arequipa (1/0)            | 2010.                                                                                     |                         |
| Liga Provincial de Arequipa (10/0)         | 1929-II, 1932-I,1976, 1977, 1979, 1995, 2003, 2015, 2018, 2023.                           |                         |
| Liga Distrital de Arequipa (15/2)          | 1966, 1972, 1974, 1976, 1979, 1986, 1995, 2001, 2003, 2004, 2008, 2015, 2017, 2018, 2024. | 1967, 2023.             |
| Segunda División de Arequipa (1/0)         | 1953.                                                                                     |                         |